# Walking Man
Walking Man è il sesto album in studio di James Taylor, pubblicato nel giugno del 1974.

## Tracce
Brani composti da James Taylor, eccetto dove indicato.
Lato A
1. Walking Man – 3:30
2. Rock 'N' Roll Is Music Now – 3:25 (Carly Simon, Paul McCartney, Linda McCartney)
3. Let It All Fall Down – 3:30 (Carly Simon, Paul McCartney, Linda McCartney)
4. Me and My Guitar – 3:30
5. Daddy's Baby – 2:37

Durata totale: 16:32
Lato B
1. Ain't No Song – 3:28 (David Spinozza, Joey Levine)
2. Hello Old Friend – 2:45
3. Migration – 3:14
4. The Promised Land – 4:03 (Chuck Berry)
5. Fading Away – 3:32

Durata totale: 17:02

## Formazione
- James Taylor - voce, cori, chitarra acustica
- David Spinozza - chitarra elettrica, chitarra acustica, pianoforte, Fender Rhodes
- Kenny Ascher - pianoforte, Fender Rhodes
- Andy Munson - basso
- Rick Marotta - batteria, cori
- Kenneth Ascher - pianoforte, Fender Rhodes, organo Hammond
- Ralph MacDonald - percussioni
- Don Grolnick - pianoforte, organo Hammond
- Hugh McCracken - chitarra acustica, armonica, chitarra elettrica
- Alan Rubin - tromba
- Randy Brecker - tromba
- Barry Rogers - trombone
- Michael Brecker - sassofono tenore
- Kenny Berger - sassofono baritono
- George Young - sax alto
- Peter Gordon - corno francese
- George Marge - oboe
- Howard Johnson - tuba
- Linda McCartney, Paul McCartney, Carly Simon, Peter Asher - cori